# آکویا سوگی
آکویا سوگی (انگلیسی: Akoya Sogi; ۲۷ سپتامبر ۱۹۶۸ – ) خواننده، صداپیشه، و بازیگر اهل ژاپن بود.